# Wincentów (powiat żyrardowski)
Wincentów – wieś w Polsce położona w województwie mazowieckim, w powiecie żyrardowskim, w gminie Puszcza Mariańska.
Wieś wchodzi w skład sołectwa Stary Karolinów.
W latach 1975–1998 miejscowość należała administracyjnie do województwa skierniewickiego.